# Bonito (Mato Grosso do Sul)
Bonito é um município brasileiro da região Centro-Oeste, situado no estado de Mato Grosso do Sul. O municipio de Bonito também é conhecido pelo seu Pólo do ecoturismo, suas principais atrações são as paisagens naturais, os mergulhos em rios de águas transparentes, cachoeiras, grutas, cavernas e dolinas. Juntamente com Jardim, Guia Lopes da Laguna e Bodoquena, é o principal município que integra o complexo turístico do Parque Nacional da Serra da Bodoquena, apresentando grande potencial turístico. Com diversos tipos de fauna e flora, Bonito foi considerado um dos lugares mais bonitos do Brasil em 2009. Existem mais de 4.000 espécies de plantas e suas águas e rios podem abrigar mais de 2.000 espécies de peixes e aquáticos. 
Sua população, conforme censo do IBGE de 2022, era de 23 659 habitantes.

## História
O núcleo habitacional que se transformaria na sede do Município de Bonito, iniciou-se em terras da Fazenda Rincão Bonito, que possuía uma área de 10 léguas e meia e foi adquirida do Sr. Euzébio pelo Capitão Luiz da Costa Leite Falcão, que aí se aportara em 1869, e é considerado o desbravador de Bonito, tendo sido também seu primeiro escrivão e tabelião. A Lei Estadual nº 693, de 11 de novembro de 1915, cria inicialmente o Distrito de Paz de Bonito, com área desmembrada do Município de Miranda e a este subordinado administrativamente.
Após ser fundada houve a criação do território Federal de Ponta Porã, pelo Decreto-Lei nº 5.839, de 21 de setembro de 1943, é lhe anexado como Distrito de Paz de Miranda. Por força do Ato das Disposições Constitucionais Transitórias da Constituição Federal, é reintegrado ao estado de Mato Grosso, na mesma situação de Distrito pertencente ao Município de Miranda. Finalmente a Lei Estadual nº 145, de 2 de outubro de 1948, eleva-o a categoria de Município, tendo por sede a cidade de Bonito, constituindo termo judiciário da Comarca de Aquidauana, com um único Distrito, o da sede municipal, situação mantida pelo Decreto nº 1.738, de 30 de dezembro de 1953, que fixou o quadro territorial administrativo-judiciário do Estado, para vigorar no quinquênio 1954-1958. Em 1977 o município passa a fazer parte do atual estado de Mato Grosso do Sul.
Na Guerra do Paraguai, iniciada em 1864, soldados uruguaios que vinham lutar em terras brasileiras, traziam ouro para garantir o seu sustento através de escambo e afins. Muitas batalhas se deram onde hoje fica o estado do Mato Grosso do Sul. Durante os confrontos, os uruguaios enterravam o metal para não perdê-lo ou serem roubados, quando procuravam uma figueira, típica da região, e escondiam o ouro sob a sombra ou a uma determinada distância da árvore. Na volta das lutas, desenterravam e seguiam com o metal. Entretanto, diversos soldados uruguaios morreram antes de alcançar seu tesouro enterrado. Assim, a Guerra acabou em 1870.[carece de fontes?]

## Geografia

### Localização
A cidade de Bonito está localizada no sul da região Centro-Oeste do Brasil, a oeste de Mato Grosso do Sul, sobre o Planalto da Bodoquena (popularmente conhecido como Serra da Bodoquena) e Depressão do Miranda. Localiza-se a uma latitude 21º07'15" sul e a uma longitude 56º28'55" oeste. Distâncias:
- 265 km da capital estadual (Campo Grande)
- 1.399 km da capital federal (Brasília)

### Geografia física
Solo
A cidade está em meio a um dos vales de planalto da Bodoquena, cuja rocha predominante é o calcário. Entre tais rochas, há espaços, os quais chamamos de grutas ou cavernas. Assim, no Planalto da Bodoquena devem existir mais de cem cavernas. No subisolo do município há rochas que acumulam água, proveniente da chuva, formando assim o lençol freático. A água atravessa rupturas de algumas partes de rochas calcárias, recolhendo seus minerais. Com isso, as águas das nascentes saem ricas em bicarbonato de cálcio e magnésio. Apesar disso, as águas continuam incolores.
Esta é uma rocha sedimentar com formação de conchas e algas. Com o tempo endureceu e formou rochas, tendo acontecido entre 500 e 600 milhões de anos. A região já foi um mar, tendo sido chamado de Mar de Corumbá e existiu na época da formação de calcário, mas depois de muitos terremotos e movimentações de placas tectônicas acabou provocando um choque de dois antigos continentes e por fim o fechamento do provável mar. Ao longo dos anos, em função das movimentações tectônicas criou-se a Cordilheira dos Andes e depois a formação do Planalto da Bodoquena. Com águas ricas em minerais (bicarbonato de cálcio e bicarbonato de magnésio), provenientes do calcário, sendo uma rocha abundante na região.
As cavernas em Bonito são úmidas, sendo que algumas possuem lagos em seu interior. Há também formas curiosas que descem dos tetos das mesmas, assim como outras formas nas partes de baixo. Em geral são escuras, sendo a casa de pequenos seres, dentre eles, os morcegos, que possuem um papel fundamental na disseminação de sementes, assim como um transportador de alimento para dentro das cavernas, proporcionando o início da cadeia alimentar nas mesmas. Entrar em uma caverna se torna um obstáculo pois elas não foram feitas para a ocupação humana, mas algumas possuem acesso fácil. Mesmo assim caminhar dentro de uma caverna só sem um guia pode acarretar danos no interior das cavernas. Detalhe: as cavernas são de propriedade federal.
Clima e temperatura
Apresenta um clima tropical na faixa dos 32°C. O período das chuvas vai de novembro a abril.
Relevo e altitude
A Serra da Bodoquena, situada na borda sudeste do Complexo do Pantanal, é formada pelas cidades de Bonito, Jardim e Bodoquena. Possui altitude de 315 metros.
Vegetação
A análise da vegetação do município revela o domínio da savana (cerrado) nas fisionomias arbórea densa, gramíneo-lenhosa (Campo Limpo) e contato com floresta estacional e floresta estacional decidual. Conta com o Parque Nacional da Serra da Bodoquena, criado em novembro de 2000, com 76.400 ha. Com o passar do tempo, esta vegetação natural vem sendo descaracterizada devido a ações antrópicas, cedendo lugar às atividades agropecuárias, ampliando o domínio da pastagem.
Hidrografia

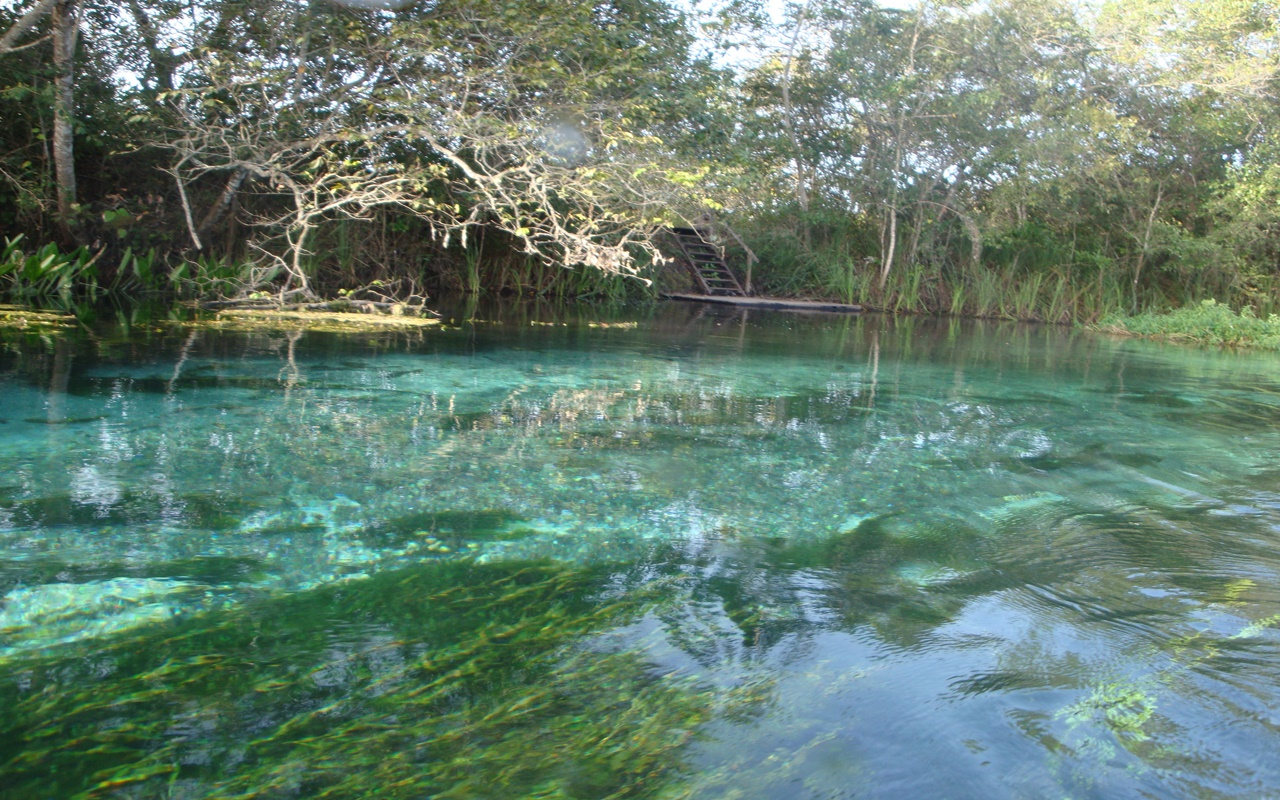
Rio Sucuri

O Município de Bonito pertence à Bacia Hidrográfica do Paraguai, Sub-bacia do Miranda. Os rios da região tem origem em rochas calcárias. Em Bonito os rios possuem características peculiares: são rios transparentes. E o motivo para os rios locais terem águas cristalinas está na geologia: na região há muitas rochas, principalmente o calcário, cuja procedência vem do fundo do mar. Os principais rios são: Formoso, Prata, Perdido, Mimoso, Peixe, Anhumas, Olaria e Miranda.
Nas regiões mais montanhosas de Bonito, estas águas vão descendo pelos morros. Ao encontrarem algum obstáculo, o cálcio que estava na água precipita. Pouco a pouco se forma uma queda e, em alguns anos, temos uma cachoeira. Bonito possui cachoeiras com características peculiares: são cachoeiras de tamanho reduzido, com volume de água também reduzido. Há momentos em que essas cachoeiras aumentam de tamanho. Outra peculiaridade, além de cachoeiras, são as plantas que crescem sobre elas. O que faz o visitante ter a impressão que as cachoeiras estão vivas.

### Geografia política
Fuso horário
Está a -1 hora com relação a Brasília e -4 com relação a UTC.
Área
Possui área de 4.934,318 km².
Subdivisões
Bonito (sede), Baía das Garças, Jabuti e Pitangueiras
Limites
Localizada no entorno do Parque Nacional da Serra da Bodoquena, Bonito limita-se com Bodoquena e Miranda ao Norte; Aquidauana e Nioaque à Leste; Guia Lopes da Laguna e Jardim ao Sul; Porto Murtinho ao Oeste.

## Economia
A economia do município é baseada no turismo, pecuária, agricultura e mineração.

### Turismo

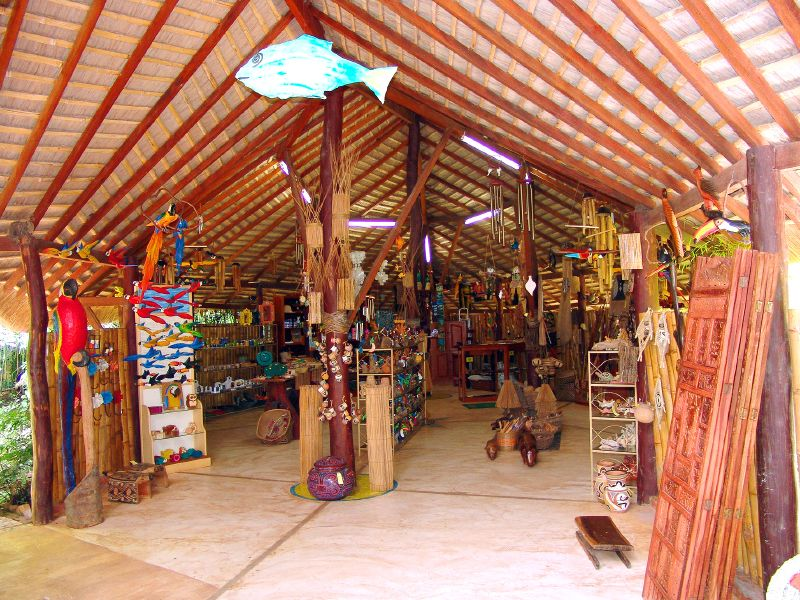
Tenda de artesanato em Bonito

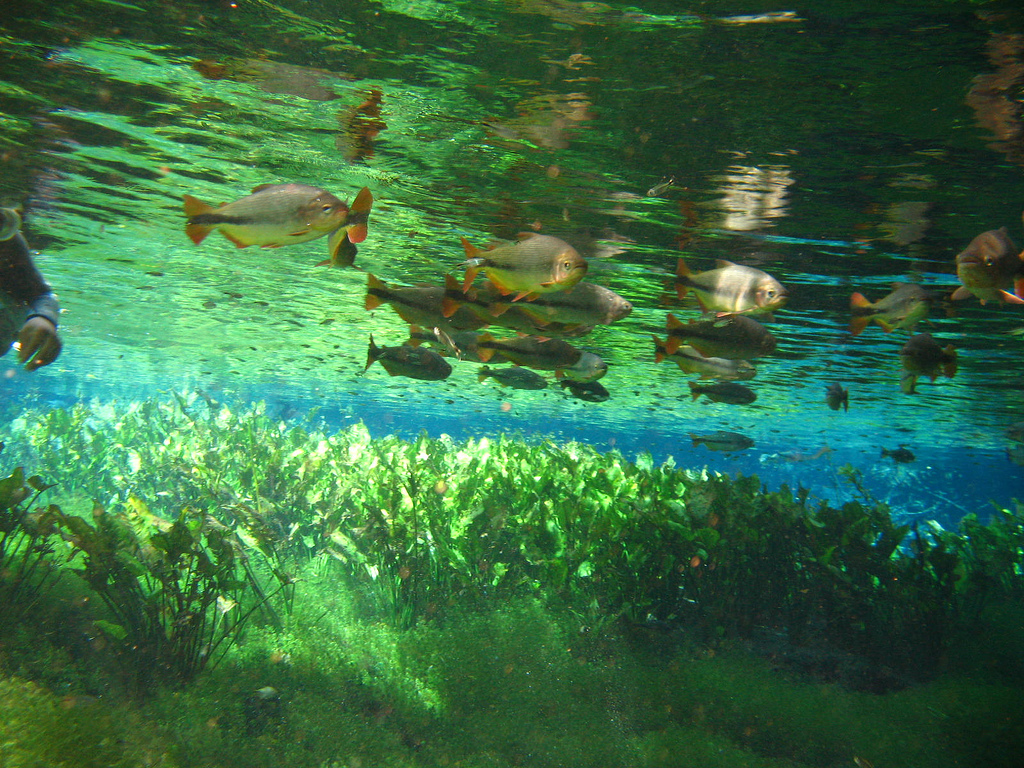
A cidade é conhecida pelos seus rios de águas cristalinas

É a principal cidade turística da região da Serra da Bodoquena (juntamente com Bodoquena, Jardim e Guia Lopes da Laguna), sendo o turismo a principal atividade da região há muito tempo, além de estar em constante evolução buscando a interferência mínima na natureza. Bonito reúne um conjunto de equipes, empresas, ONGs e órgãos governamentais que buscam organizar e coordenar o ecoturismo, visando sempre a sustentabilidade local e a conservação da natureza. A cidade foi reconhecida como a capital do turismo sustentável, devido aos seus cuidados com a natureza.

### Eventos
Janeiro
- Festa de Santos Reis - tradição religiosa de muitos anos que passou de pai para filho. A organização é por grupo de 15 pessoas. A Festa começa a ser organizada no dia 25 de Dezembro e sai do Pesqueiro Arizona, onde acontece a Santa Ceia, depois segue para outros Pesqueiros cantando e pedindo prendas além de rezar o terço em cada passagem. Pousam nos Pesqueiros e seguem no dia seguinte, entre 4 e 5 de janeiro, eles arredam as prendas para a Festa no dia 6 de Janeiro.

Abril
- Festa do Peão de Boiadeiro de Bonito - o evento é realizado anualmente no final de abril com término no começo de maio. Típica de peões que representam as fazendas de todo o Estado e concorrem a troféus de várias modalidades.

Junho
- Festa de São Pedro: O apóstolo São Pedro é o padroeiro da cidade. Para festejar em sua homenagem, a prefeitura comemora anualmente o mês de junho. É uma das comemorações mais antigas da cidade, com sua já tradicional cavalgada em homenagem ao santo. Além disso, também é possível celebrar com a missa campal, decoração nas ruas e a tradicional quermesse.

Julho
- Festival de Inverno de Bonito - O festival está inserido em um conjunto de ações desenvolvidas e apoiadas pelo governo e trade turístico, com o objetivo de ampliar o potencial turístico. O evento consta de: música, festas, tetro, exposições de artes plásticas, de fotografia, cinema voador, vídeo e palestras, e tem duração de 05 dias.

Agosto
- Encontro Estadual Clubes de Laço - Evento realizado no final de agosto, que reúne 11 Clubes do laço do Estado. Realização de bailes.

Dezembro
- Festival da Guavira: Geralmente ocorre no início do mês de dezembro - com a maioria das atividades no período noturno. O festival local é em homenagem à fruta típica do cerrado, que possui seus benefícios em fósforo, magnésio, betacaroteno e potássio. Durante o evento, são disponibilizados cursos, seminários, danças e peças teatrais.

## Cultura

### Biblioteca municipal
Uma biblioteca municipal também é um dos lugares do turismo de uma cidade e o  município de Bonito tem a Biblioteca Municipal Simplício de Assis e conforme a lista do Sistema Nacional de Bibliotecas Públicas fica situada no Centro da cidade.

## Infraestrutura
- Agencia dos Correios
- Hospital Darci Bigaton
- Rodoviária de Bonito
- Aeroporto de Bonito
- Campus da Universidade Federal do Mato Grosso do Sul

Com o objetivo de incrementar o ecoturismo o Programa de Desenvolvimento do Turismo, recentemente houve investimentos de mais de R$ 130 milhões em obras e programas de saneamento, pavimentação e incentivo ao ecoturismo na região da Serra da Bodoquena.

## Galeria de Fotos

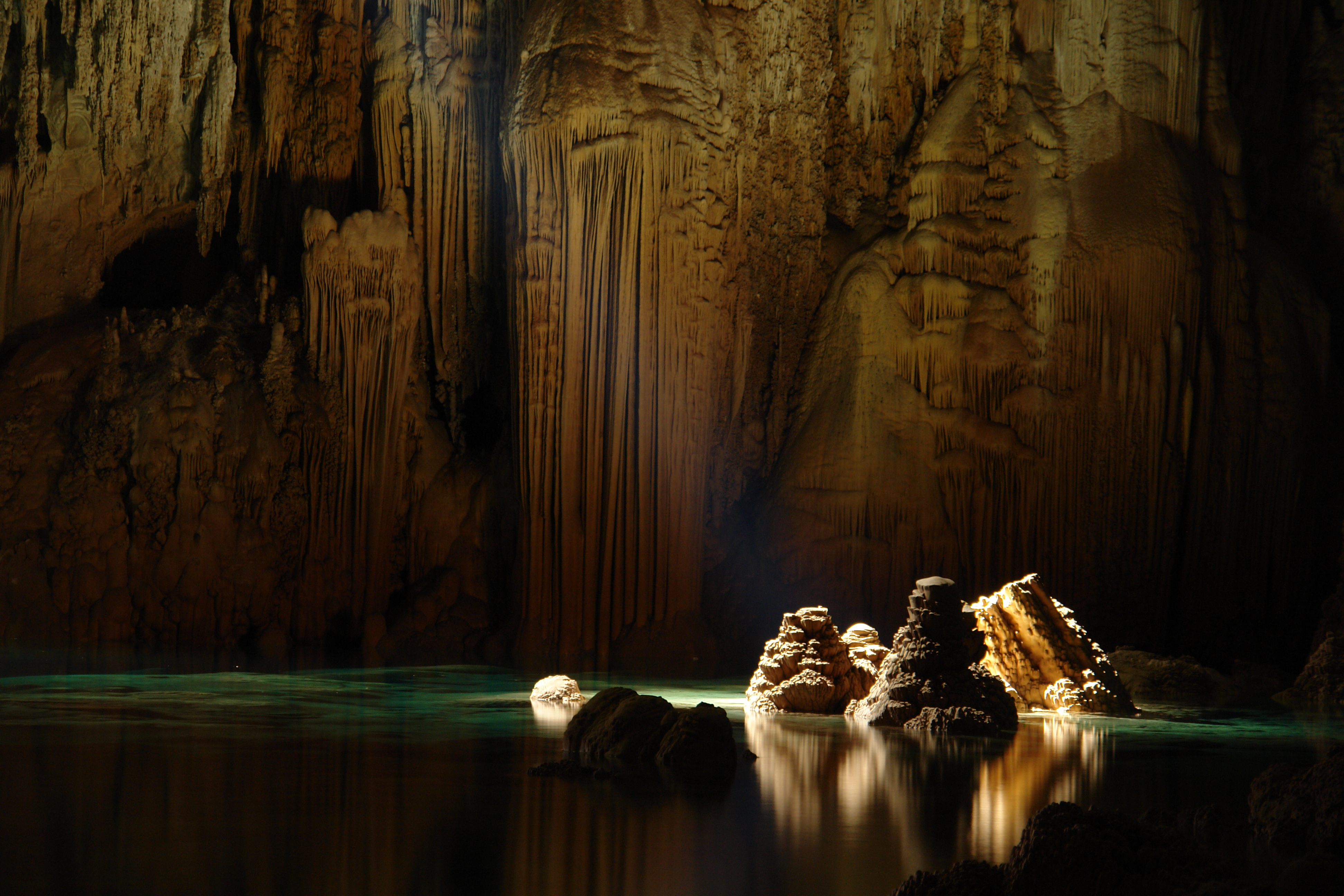
Estalagmites de calcário no interior do abismo Anhumas
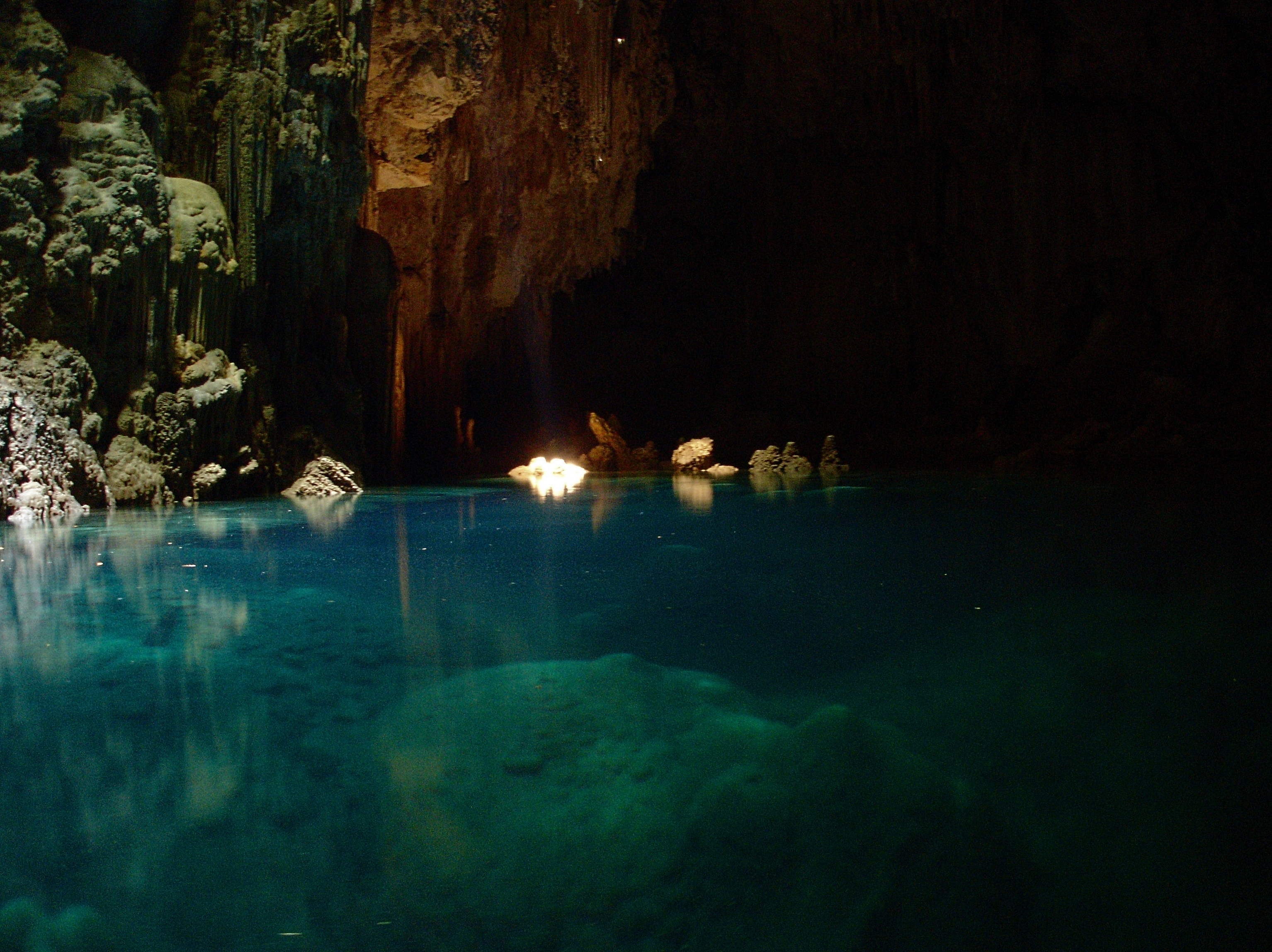
Vista Parcial do Abismo Anhumas, evidenciando as formações calcárias nas paredes e submersas, (2009)
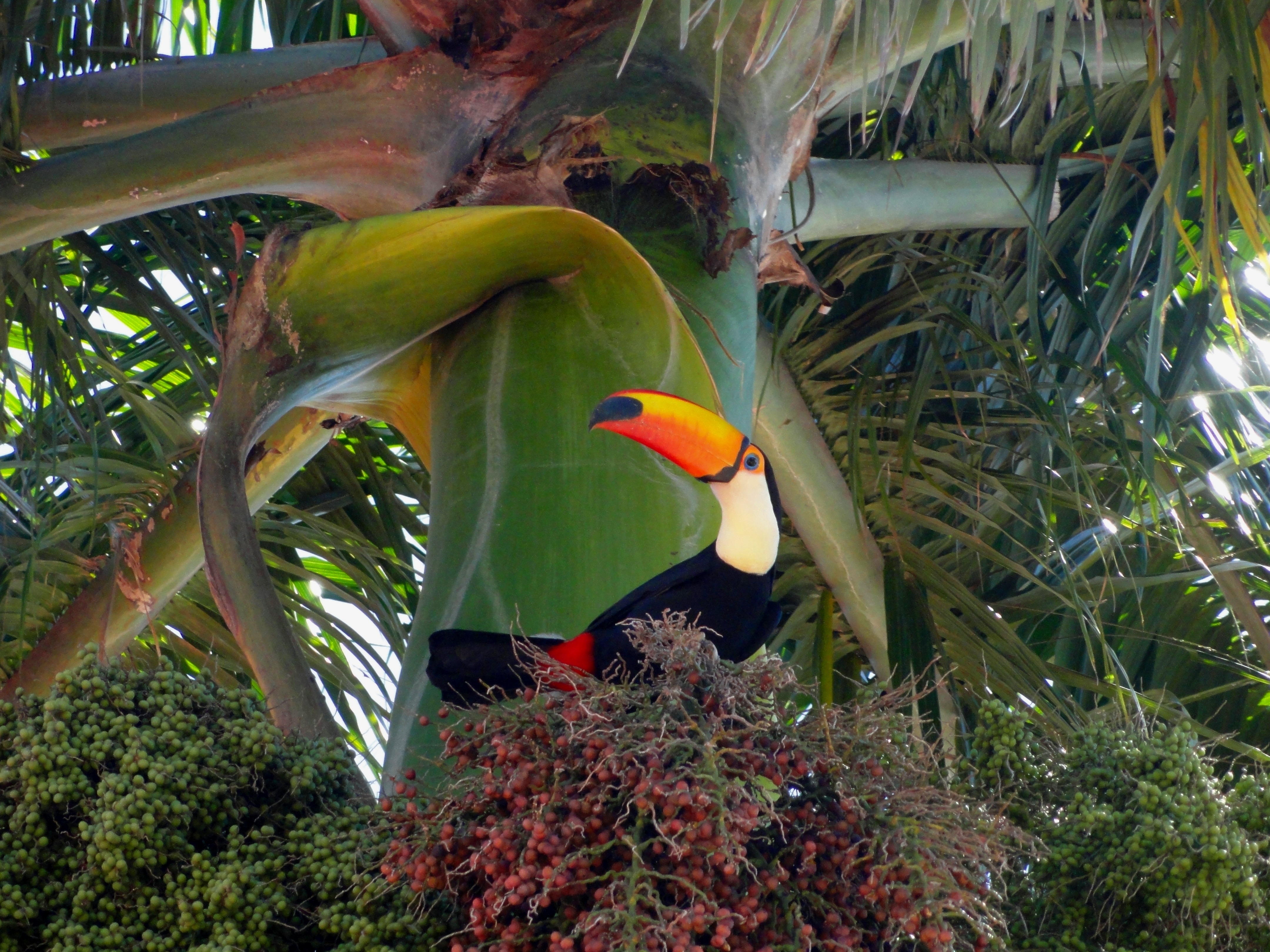
Tucano-toco (Ramphastos toco) em palmeira, (2013).
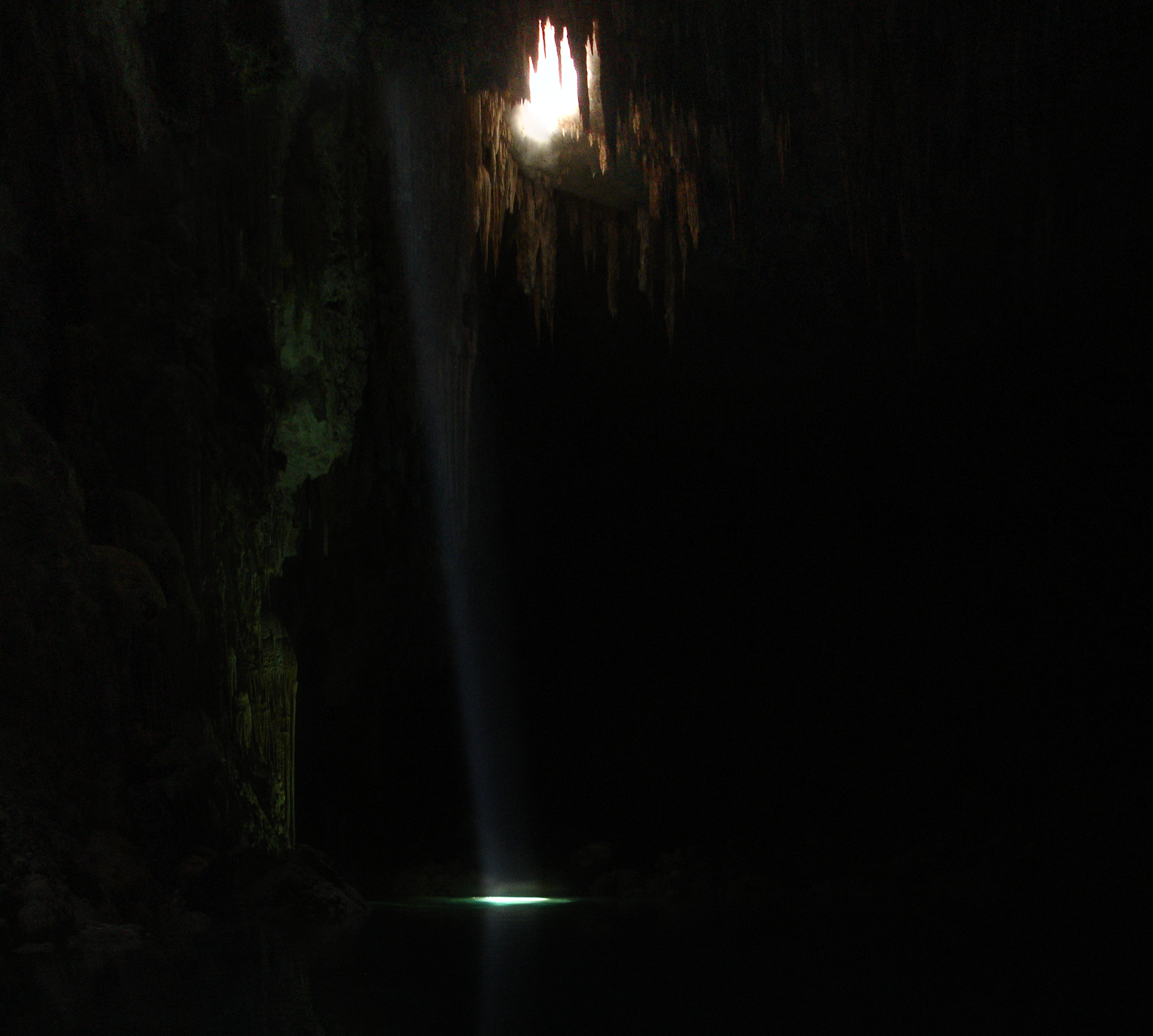
Feixe de luz corta o Abismo Anhumas iluminando o lago, (2013)
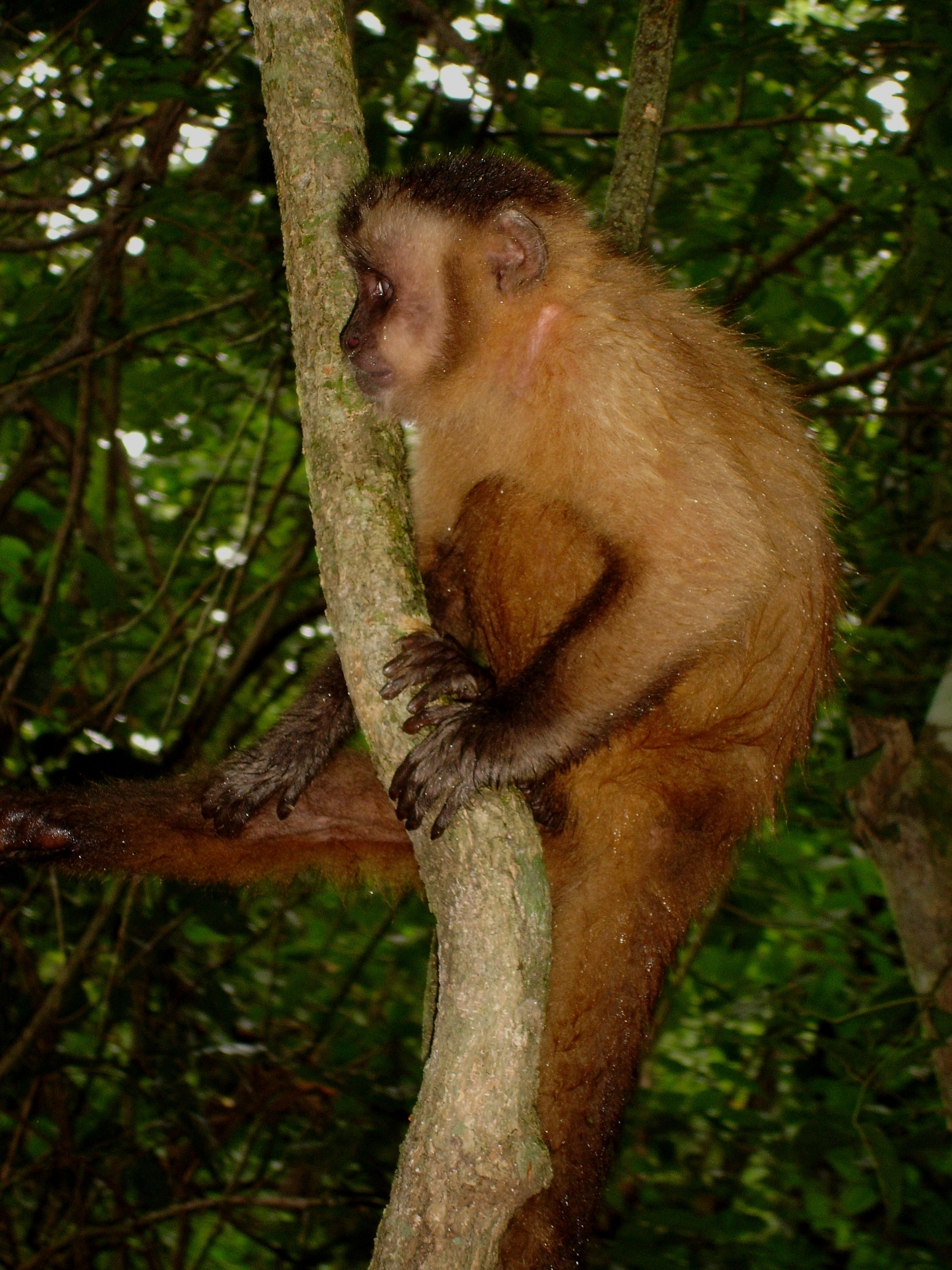
Macaco Prego (Sapajus libidinosus) em mata ciliar, (2009)
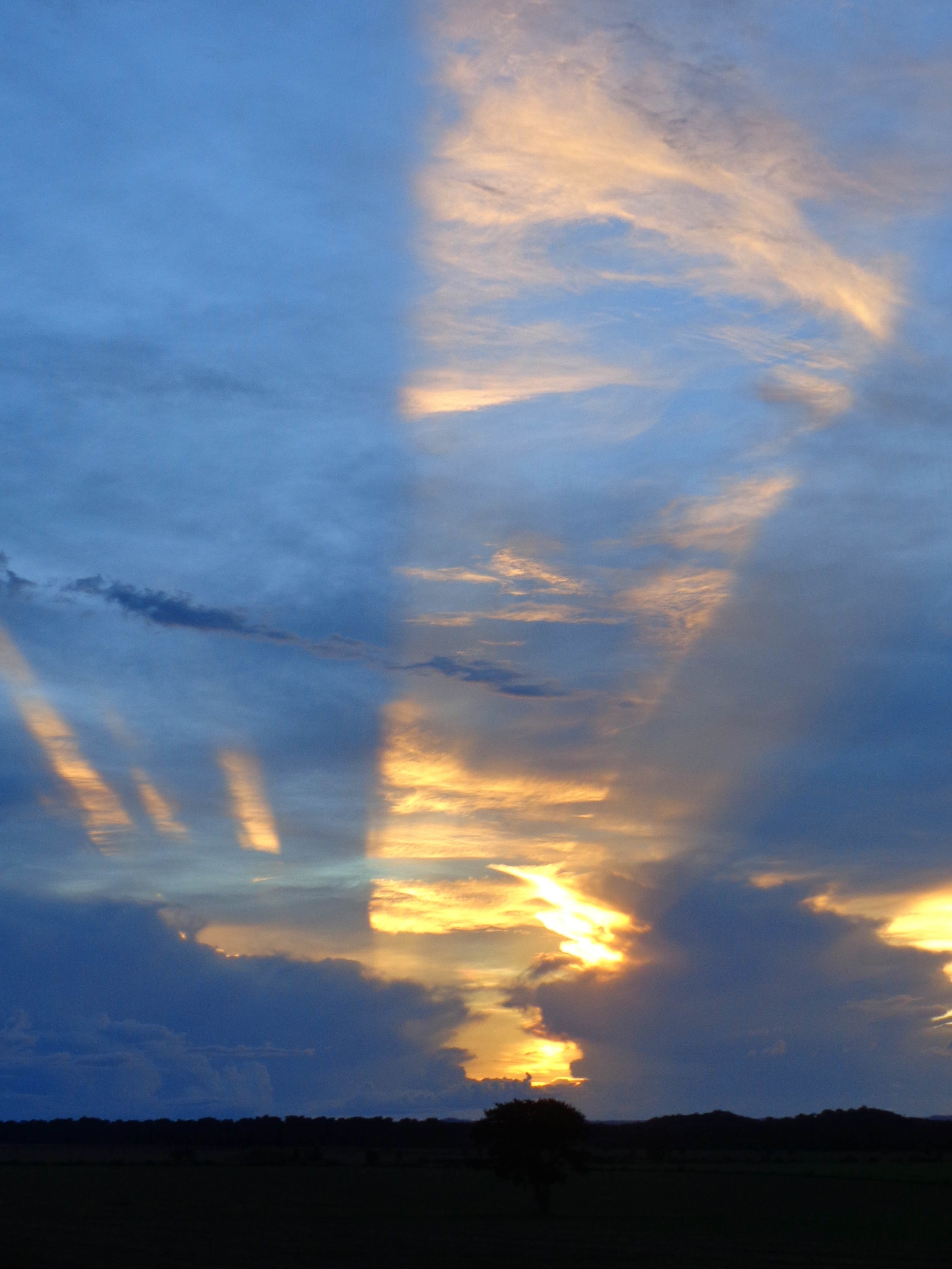
Sol pincela de amarelo as nuvens, 2013
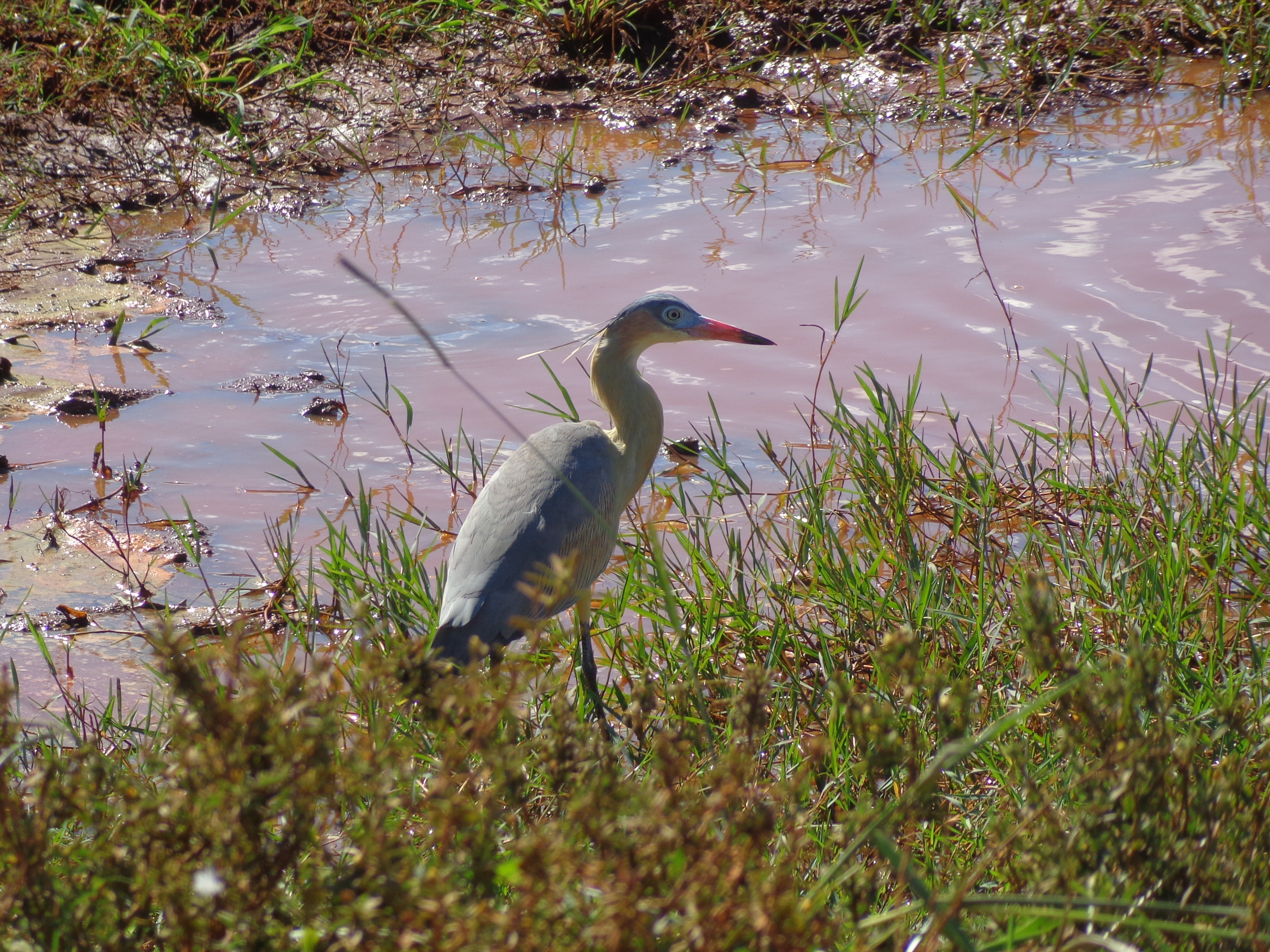
Maria-faceira (Syrigma sibilatrix), 2013
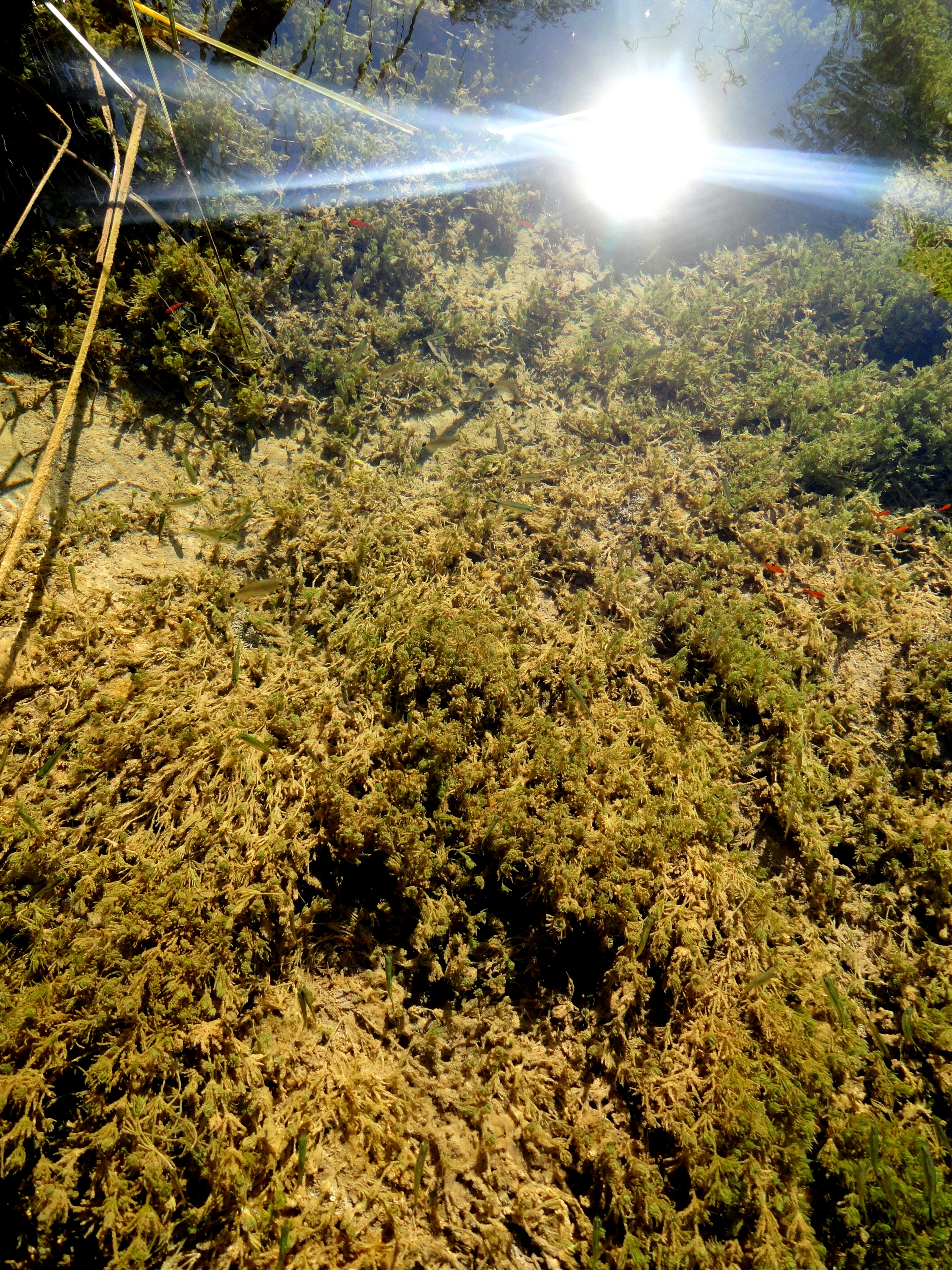
Pequenos peixes em remanso de rio de águas cristalinas, 2013
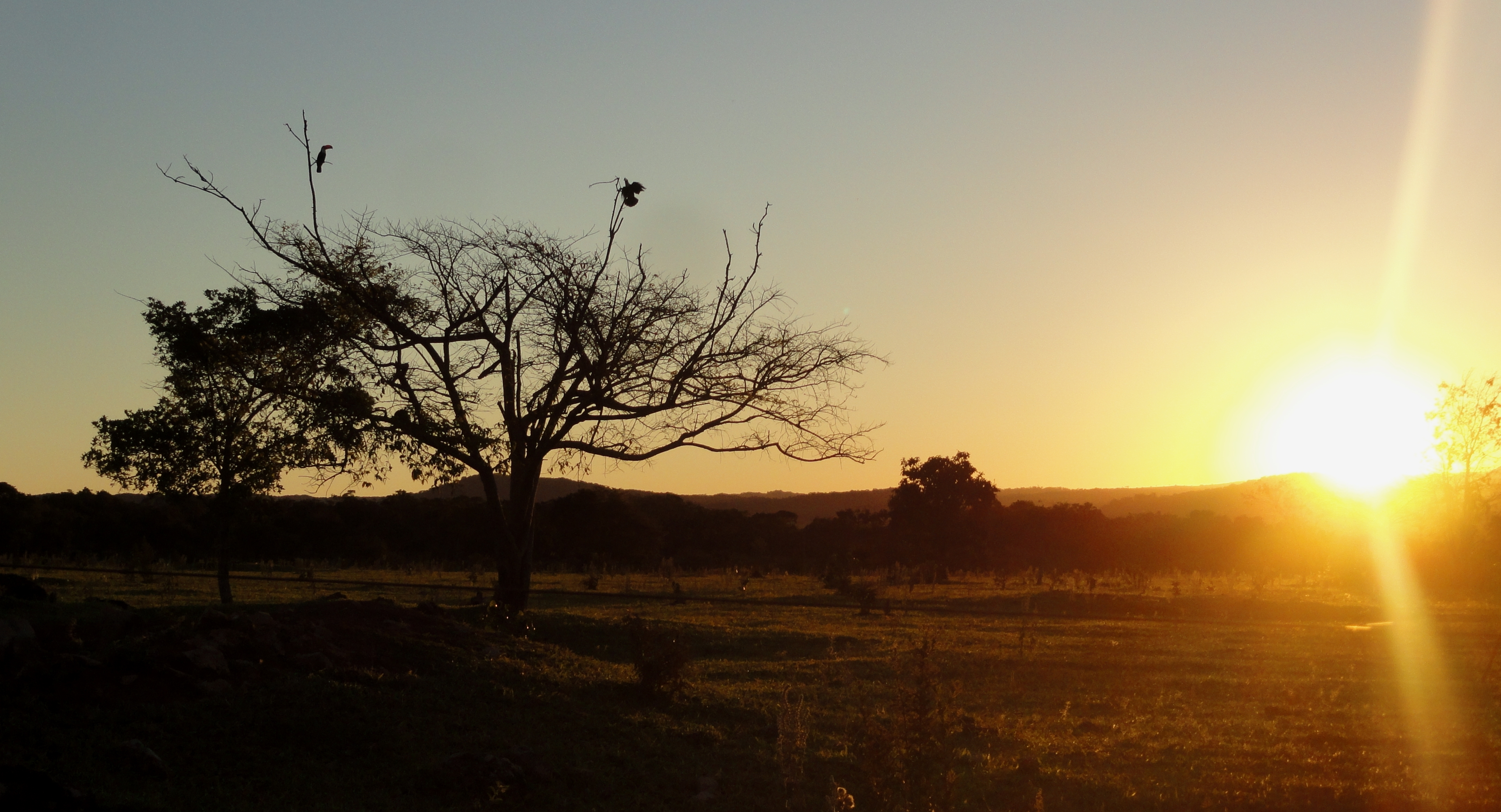
Tucanos acompanham o pôr do sol, (2013)
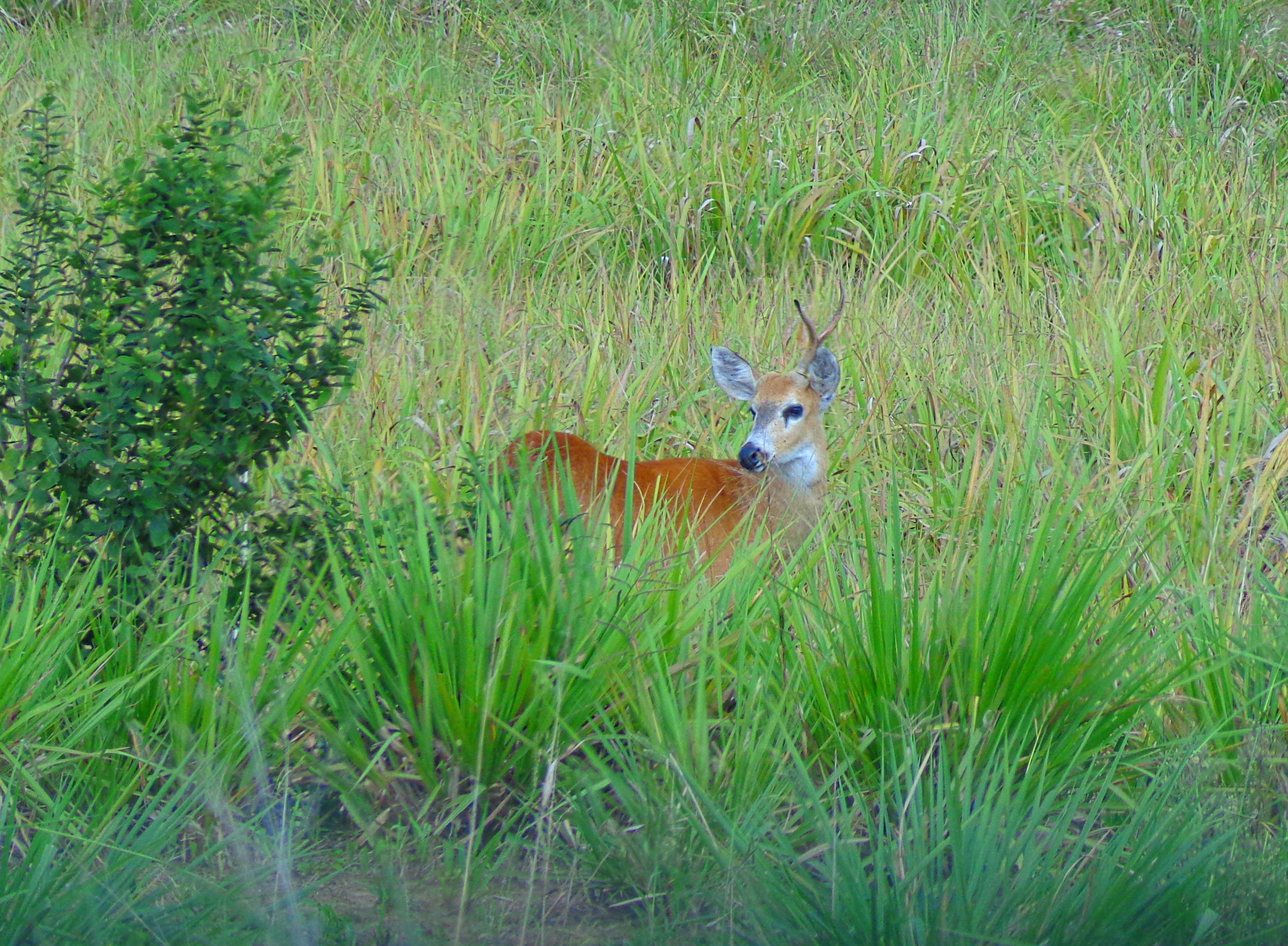
Cervo-do-pantanal (Blastocerus dichotomus), (2013)
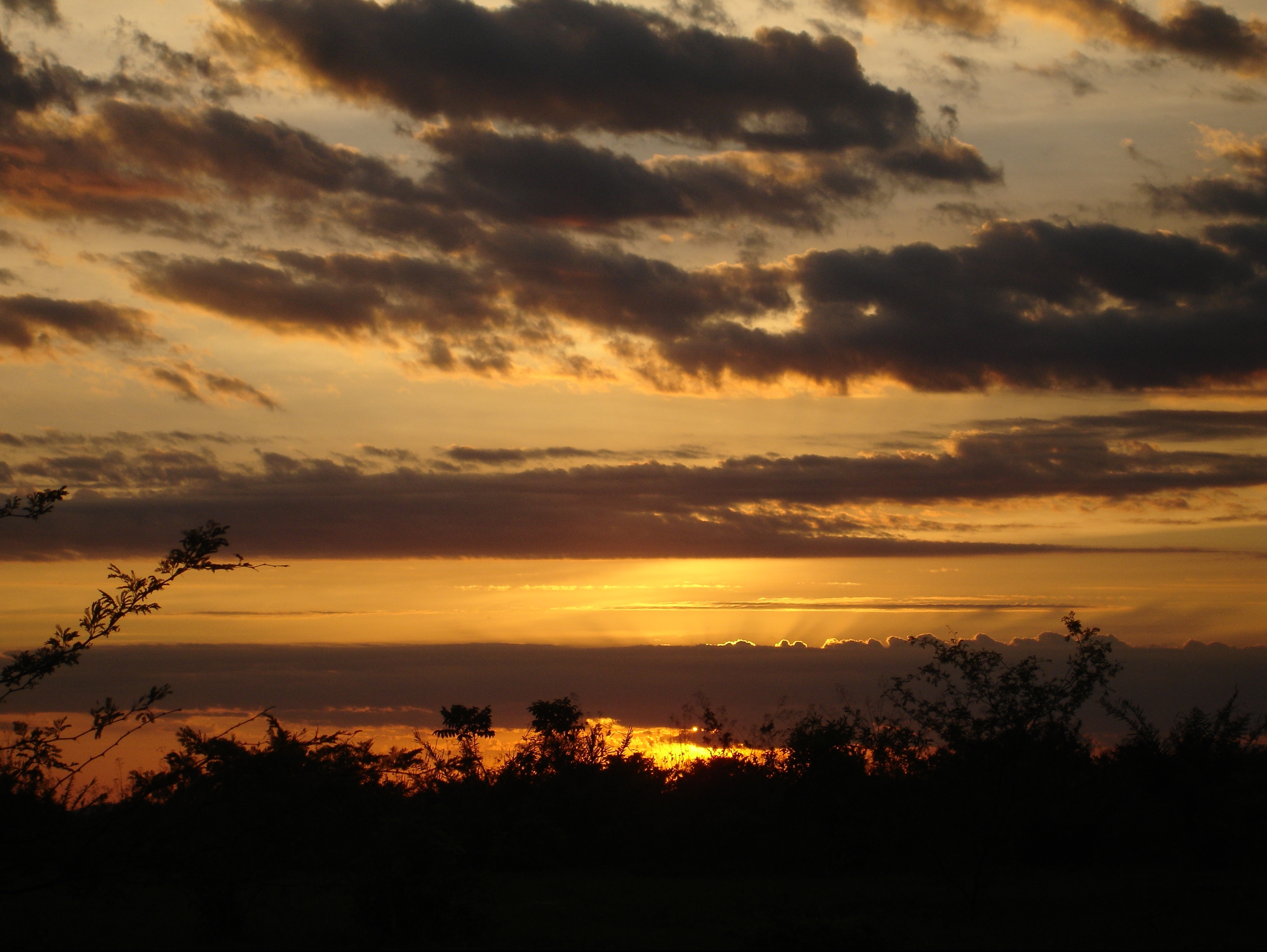
Pôr do Sol na mata, (2008)
Periquito-de-encontro-amarelo (Brotogeris chiriri) se alimenta de semente, (2013).
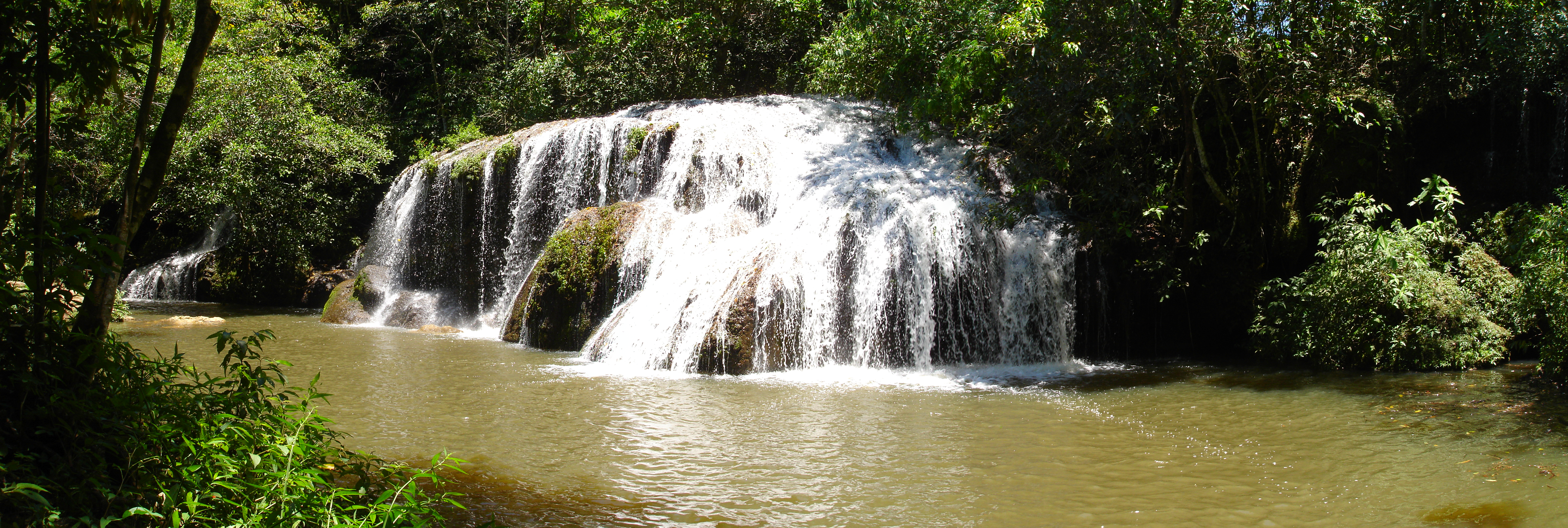
Cachoeira de tufa calcária, (2009)
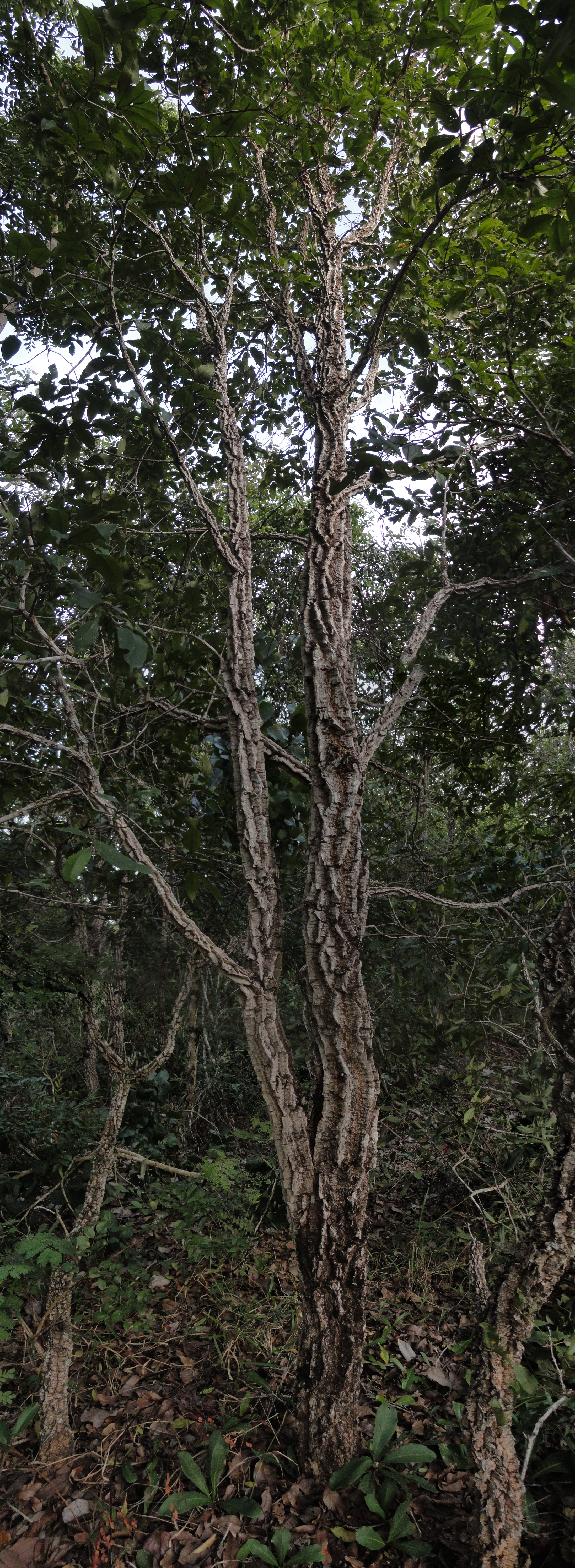
Árvore típica do cerrado de tronco torto e recoberto de grossa cortiça, (2013)
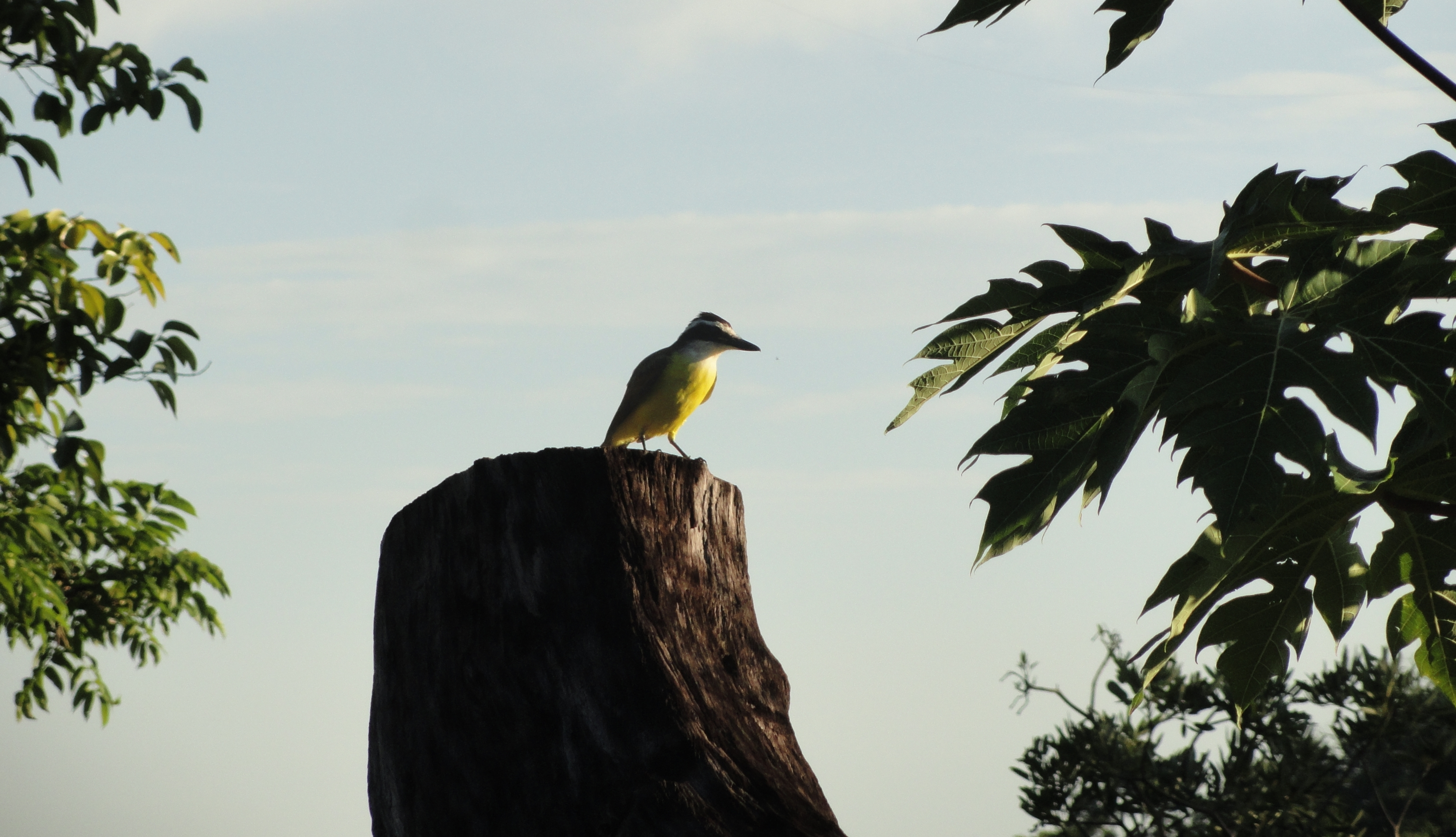
Bem-te-vi (Pitangus sulphuratus) no toco, (2013)
A palmeira e o sol poente, (2013)
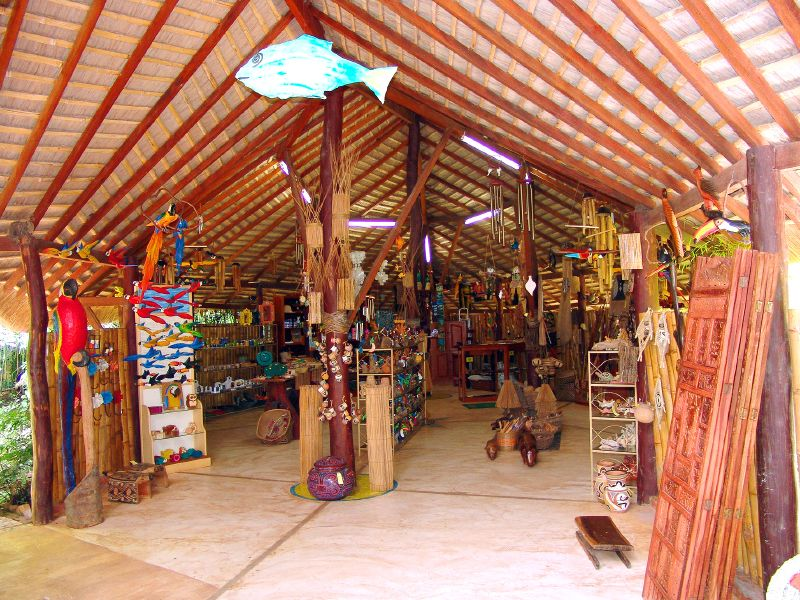
Tenda de artesanato em Bonito
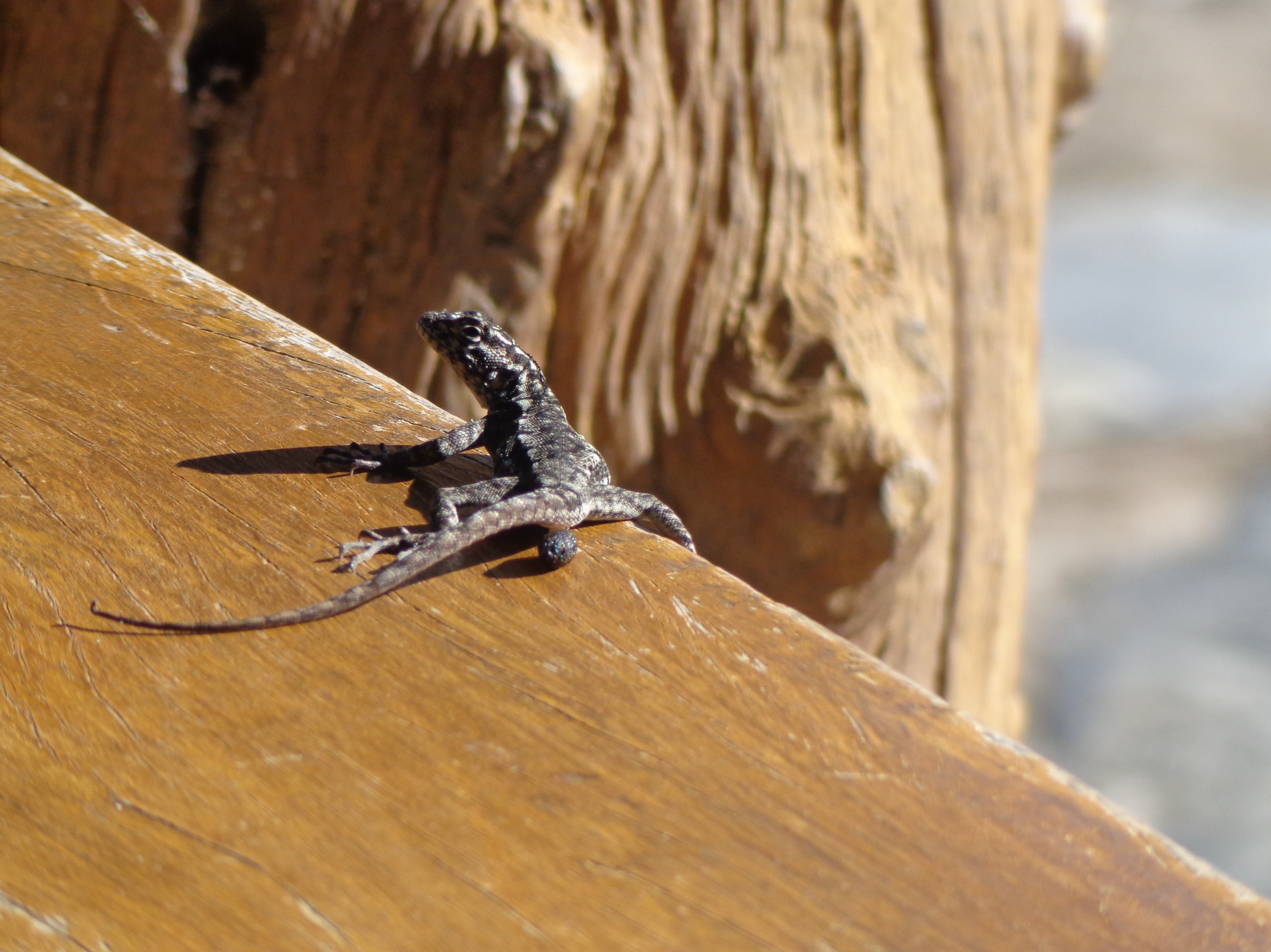
Lagarto comum (Tropidurus hispidus)
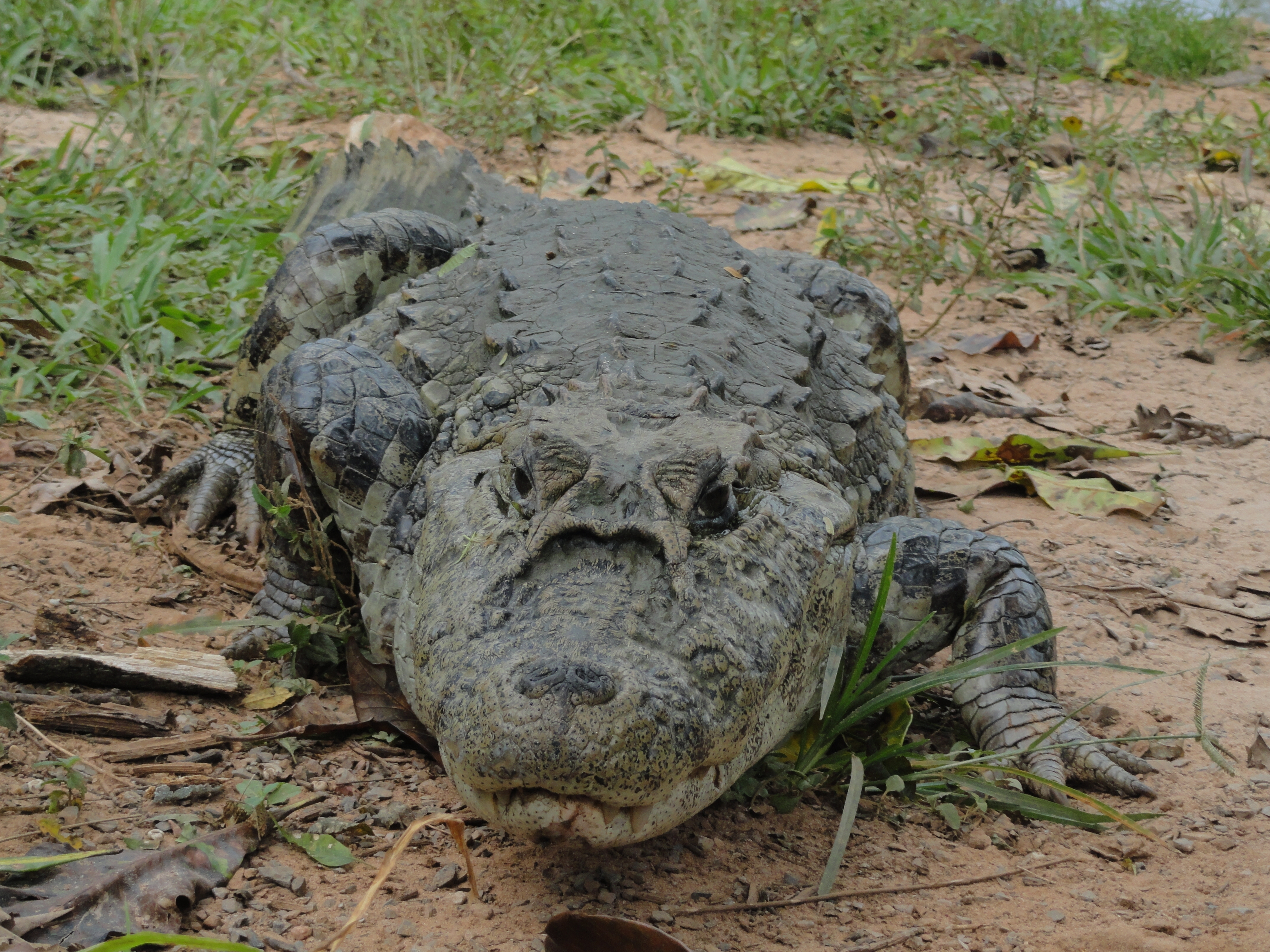
Jacaré-de-papo-amarelo (Caiman latirostris) à beira de lagoa, 2013